# タマティ・ウィリアムズ
タマティ・ウィリアムズ（Tamaiti Williams、2000年8月10日 - ）は、スーパーラグビー・パシフィッククルセイダーズに所属するラグビーユニオン選手。

## プロフィール
- ニュージーランド・ファンガレイ出身[1]。
- ポジションはプロップ(PR)、ナンバーエイト(No8)。
- 身長 186cm、体重 112kg
- 叔父のエリック・ラッシュは元ラグビー選手(元ニュージーランド代表)でいとこのブラッディ・ラッシュがラグビー選手(7人制ニュージーランド代表)。
- U20ニュージーランド代表に選ばれたことがある[2]。
- マオリ・オールブラックスに選ばれたことがある。
- ニュージーランド代表キャップは7（2024年2月現在）でラグビーワールドカップ2023のニュージーランド代表に選ばれた[3]。

## 略歴
カンダベリー、ハリケーンズを経て、2021年、クルセイダーズに加入。